# Magnetosom

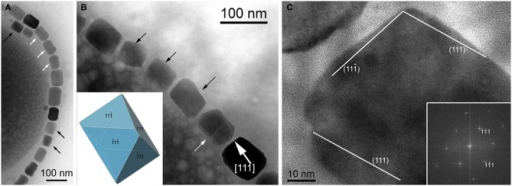
Magnetosomer i Gammaproteobakterier

Magnetosomer är biomineraliserade strukturer vilket en del bakterier använder sig av för att kunna orientera sig med i magnetiska fält. Dessa strukturer innehåller partiklar av magnetiskt järn-oxiderad magnetit, [Fe(II)Fe(III)2O4] eller ämnet greigit [Fe(II)Fe(III)2S4]. Magnetosomer ger upphov till en magnetisk dipol inom en cell, där ena sidan är mer magnetisk och tillåter cellen att orientera sig efter ett magnetfälts linjer. Cellen blir magnetotaxsisk om den orienterar sig efter jordens magnetfält. 
Magnetosomer syntetiseras genom införande av magnetosom-specifika proteiner i cytoplasmamembranet, vilket leder till en inbuktning av membranet och formar en vesikel. Vesikeln fylld sedan med järn i oxidativt stadium Fe(II). Järnet biomineraliseras och tas upp av cellen. Vesikeln blir en magnetosom. 
Morfologin varierar, men de vanligaste formerna på organellen är fyrkantig, rektangulär eller spikformad. 
Oftast finner man dessa strukturer i akvatiska organismer som växer bäst i låga syrgashalter eller anaerobiskt. På grund av detta finns teorier om att magnetosomer guidar cellerna neråt mot jordens magnetfält och mot sediment på havsbotten där syrehalten är låg.